# بزرگراه ۷ (عراق)
بزرگراه ۷ یک بزرگراه در عراق می‌باشد که از کوت، شطره تا ناصریه گسترده شده‌است.